# Анемон (фильм)
«Анемон» (англ. Anemone) — будущая американская драма режиссёра Ронана Дэй-Льюиса по его же сценарию, написанному в соавторстве с отцом — Дэниелом Дэй-Льюисом. Главные роли исполнили Дэниел Дэй-Льюис, Шон Бин, Саманта Мортон, Сэмюэл Боттомли и Сафия Оукли-Грин.

## Сюжет
Сюжет фильма описывается как исследование сложных отношений между отцами, сыновьями и братьями, а также «динамики семейных уз».

## В ролях
- Дэниел Дэй-Льюис
- Шон Бин
- Саманта Мортон
- Сэмюэл Боттомли
- Сафия Оукли-Грин

## Производство
В сентябре 2024 года стало известно, что Дэниел Дэй-Льюис вернется в кино, спустя семь лет после премьеры его последнего фильма «Призрачная нить». Ронан Дэй-Льюис стал режиссёром фильма и соавтором сценария вместе со своим отцом. К актёрскому составу также присоединились Шон Бин, Саманта Мортон, Сэмюэл Боттомли и Сафия Оукли-Грин. Джейн Петри выступила в качестве художника по костюмам, Крис Одди — в качестве художника-постановщика.
Основные съёмки начались 1 октября 2024 года в Манчестере.